# David Lascelles, VIII conde de Harewood
David Henry George Lascelles, VIII conde de Harewood (21 de octubre de 1950) es un noble británico y productor de películas y televisión. Es bisnieto de Jorge V. Ocupa un puesto en la línea de sucesión al trono británico. Desde su nacimiento en 1950 hasta que sucedió a su padre en 2011, fue conocido como vizconde Lascelles.

## Biografía
Lord Harewood nació en la casa de sus padres en Londres, en el 2 Orme Square, Bayswater, como el hijo mayor del 7.º conde de Harewood y su primera esposa, Marion Stein. Fue bautizado en All Saints' Church, Harewood. Su padre era primo de la reina Isabel II, quien se convirtió en su madrina cuando aún era princesa. Otros de sus padrinos fueron su bisabuela, María de Teck, la vizcondesa Boyne, Benjamin Britten y su tío Gerald Lascelles. Cuando nació, ocupaba el puesto 13° en la línea de sucesión al trono británico.
El 12 de febrero de 1979 en St. Mary's Church, Paddington, Londres, se casó con Margaret Rosalind Messenger (nacida el 15 de abril de 1948 in Cheltenham), hija de Edgar Frank Messenger y Margaret Alice Black: se divorciaron en 1989. En ese momento, ella trabajaba para la Universidad de Bristol. Sus hijos son:
- Lady Emily Tsering Shard (23 de noviembre de 1975 en Bath), obtuvo consentimiento real para casarse el 12 de febrero de 2008. Se casó con Matthew Shard. Lady Emily y su esposo tiene tres hijos; los gemelos, Isaac y Ida (nacidos en 2009), y Otis (nacido en 2011).[3]
- El Honorable Benjamin George Lascelles (nacido el 19 de septiembre de 1978 en Bath), un conservador. A pesar de que es el hijo mayor de Lord Harewood, no puede heredar ya que sus padres no estaban casados cuando nació. Obtuvo consentimiento real para casarse[4] con la colombiana Carolina Vélez Robledo el 18 de abril de 2009 en Harewood House.[5] La pareja tiene un hijo, Mateo, nacido en enero de 2013.
- Alexander Edgar Lascelles, vizconde Lascelles (nacido el 13 de mayo de 1980 en Bath). Es un chef y heredero aparente del condado. Tiene un hijo, Leo Cyrus Anthony Lascelles (nacido el 22 de marzo de 2008), con su novia Laleh Yeganegy (nacida en 1980). Se casó con Annika Reed (nacida en septiembre de 1984) el 18 de agosto de 2017 en Kew Gardens, Londres. Su hija Ivy nació en octubre de 2018.[6]
- El Honorable Edward David Lascelles (nacido el 19 de noviembre de 1982 en Bath). Edward Lascelles, obtuvo consentimiento para casarse con su novia Sophie Cartlidge, el 2 de agosto de 2014.

El 11 de marzo de 1990, se casó con Diane Jane Howse (nacida el 9 de noviembre de 1956 en Leafield).
Lascelles sucedió a su padre en el condado de Harewood tras su muerte en julio de 2011.

## Filmografía
| Año       | Título                                                                     | Papel                        |
| --------- | -------------------------------------------------------------------------- | ---------------------------- |
| 1981      | The Return of the Inca                                                     | Cinematógrafo                |
| 1984      | Tibet: A Buddhist Trilogy                                                  | Cinematógrafo/Productor      |
| 1984      | People Show (Cortomtraje de televisión)                                    | Productor                    |
| 1986      | Mae'n Talu Withe (Película de televisión)                                  | Productor                    |
| 1986      | Zastrozzi: A Romance (Miniserie de televisión)                             | Productor (4 episodios)      |
| 1988      | Star Trap (Película de televisión)                                         | Productor asociado           |
| 1990-1991 | Inspector Morse (serie de televisión)                                      | Productor (9 episodios)      |
| 1993      | Screen One                                                                 | Productor (1 episodio)       |
| 1995      | Richard III                                                                | Productor                    |
| 1996      | The Fortunes and Misfortunes of Moll Flanders                              | Productor                    |
| 1996      | The Making of Moll Flanders (documental)                                   | Él mismo                     |
| 1998      | The Wisdom of Crocodiles                                                   | Productor                    |
| 1999      | Second Sight (película de televisión)                                      | Productor                    |
| 2000      | Second Sight                                                               | Productor ejecutivo          |
| 2002      | Daddy's Girl (Película de televisión)                                      | Productor                    |
| 2002      | The John Thaw Story                                                        | El mismo                     |
| 2013      | Carved with Love: The Genius of British Woodwork (Miniserie de televisión) | Él mismo - Conde de Harewood |

## Títulos y tratamientos
- 1950–2011: Vizconde Lascelles
- 2011–presente: El Muy Honorable conde de Harewood[8]

| El escudo del conde de Harewood |

## Sucesión
| Precedido por: Zenouska Mowatt | Línea de sucesión al trono Británico 61º. | Sucesor: Alexander Lascelles |